# Josip Pavić
Josip Pavić, hrvaški vaterpolist, * 15. januar 1982, Split, SR Hrvaška, SFRJ.
Nastopal je na poletnih olimpijskih igrah v letih 2008, 2012 in 2016, leta 2012 pa je osvojil zlato medaljo in leta 2016 pa srebrno. Na splošno je veljal za najboljšega vratarja na olimpijskem turnirju leta 2012. FINA ga je leta 2012 razglasila za najboljšega svetovnega vaterpolista.
Pavić je dobil čast nositi državno zastavo Hrvaške na otvoritveni slovesnosti poletnih olimpijskih iger leta 2016 v Riu in tako postal 24. vaterpolist, ki je nosil zastavo na otvoritvenih in zaključnih slovesnostih olimpijskih iger.
Od leta 2015 igra za grško podjetje Olympiacos. Leta 2018 je kot kapetan ekipo Olympiakosa v Ligi prvakov LEN 2017–18 popeljal do zmage in bil izbran za osmega igralca MVP.